# Светлый тигровый питон
Све́тлый тигро́вый пито́н, или инди́йский пито́н (лат. Python molurus molurus) — один из подвидов тигрового питона.

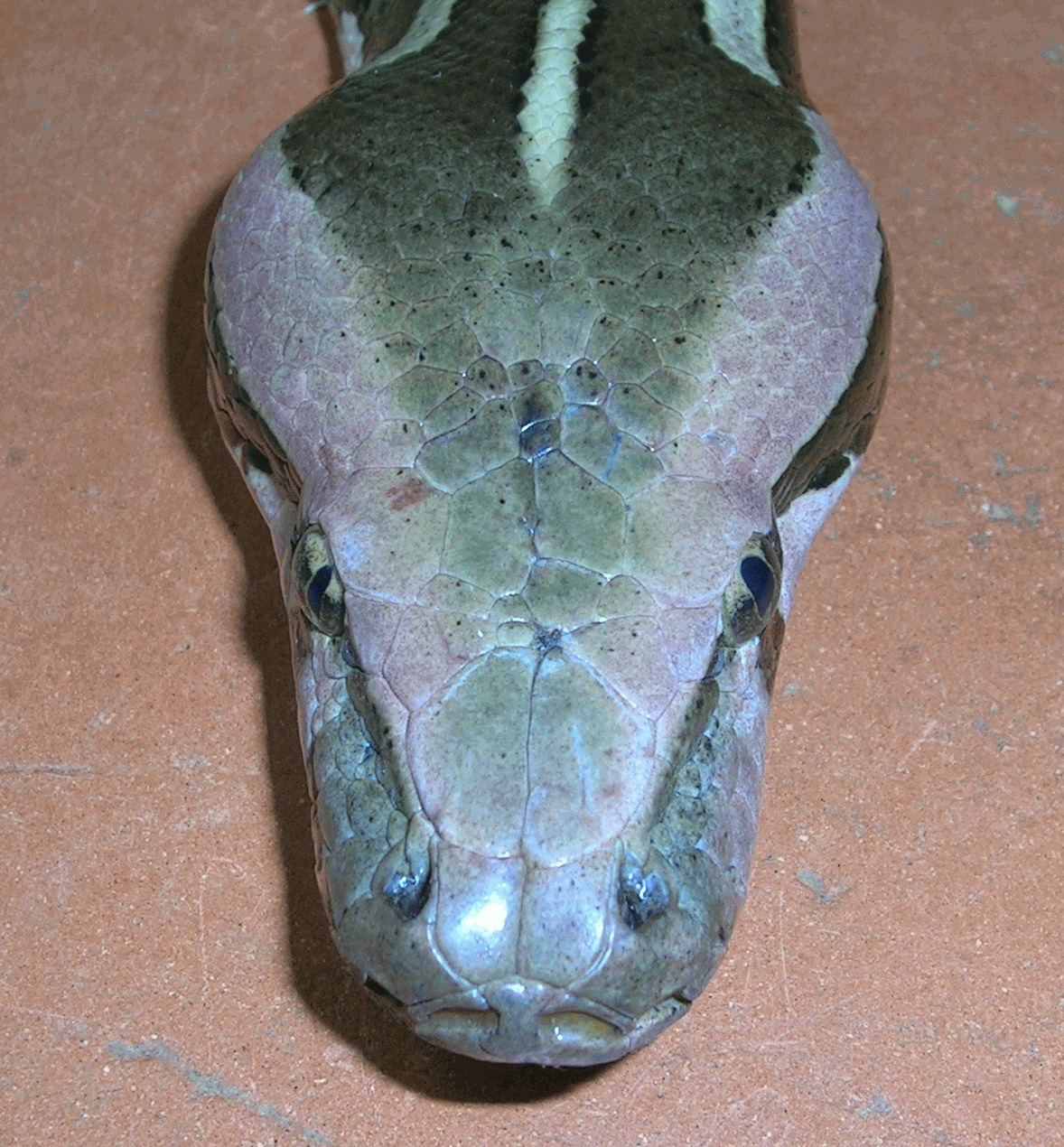
Голова светлого тигрового питона

Отличается от тёмного тигрового питона (Python molurus bivittatus) следующими признаками:
- присутствием светлых «глазков» в центрах пятен, расположенных на боках туловища;
- красноватым или розоватым цветом светлых полос по бокам головы;
- размытым в передней части ромбовидным пятном на голове;
- обычно более светлой окраской, в которой доминируют коричневые, красновато-коричневые, желтовато-коричневые и серовато-коричневые тона.

В целом этот подвид также мельче темного тигрового питона: крупные особи индийского питона достигают в длину до 4-5 м.
Распространен в западной части ареала вида. Встречается в Индии, Пакистане, Непале, Бутане и Бангладеш.
Светлый тигровый питон внесен в Приложение I Конвенции о международной торговле CITES.